# Maciejów (Zgierz)
Pour les articles homonymes, voir Maciejów.
Maciejów est une localité polonaise de la gmina et du powiat de Zgierz en voïvodie de Łódź.